# Staatsamateur
Als Staatsamateure werden Sportler bezeichnet, die von ihrem jeweiligen Sportverband zwar als Amateure deklariert werden, jedoch fast ausschließlich Leistungssport betreiben und keiner anderen geregelten Beschäftigung nachgehen. Mit der Aufhebung der Amateurbestimmungen im Jahre 1981 ist in den meisten Staaten dieses Phänomen überflüssig geworden.
Heute wird der Begriff Staatsamateur seltener, aber dafür weiträumiger angewendet, etwa rückblickend für die schwedischen Teilnehmer der Olympischen Spiele von 1912, die zum überwiegenden Teil zum Wehrdienst einberufen wurden, um ihnen optimale Trainingsmöglichkeiten bieten zu können. Da Schweden 1912 bei den Olympischen Spielen die meisten Medaillen gewann (vor den USA), wurde das Modell nach dem Ersten Weltkrieg zunächst vom faschistischen Italien, ab 1933 vom nationalsozialistischen Deutschland verwendet.
Der Begriff selbst entstand während des Kalten Krieges und wurde im Westen abwertend für Sportler aus den Ostblock-Staaten verwendet, die formell meist einem Produktionsbetrieb als Arbeiter zugeordnet oder Angehörige der Armee oder Sicherheitsorgane waren, aber ausschließlich für ihre Sportart trainierten. Damals galt der Amateurstatus als Teilnahmevoraussetzung für Olympische Spiele.